# Açoreira (Ribeira de Pena)
Açoreira já era em 1747, uma aldeia portuguesa da freguesia de São Pedro de Cerva, termo da vila do mesmo nome, Comarca no eclesiástico de Vila Real, e no secular de Guimarães, Arcebispado de Braga, e Província de Entre Douro e Minho.